# Reino Celestial Taiping
El Reino Celestial Taiping (chino: 太平天囯; pinyin: Tàipíng Tiānguó; literalmente 'Gran Reino Pacífico del Cielo' o 'Reino Celestial'), también conocido como Reino Celestial de la Gran Paz, fue un Estado oposicional en China desde 1851 hasta 1864, establecido por Hong Xiuquan, líder de la Rebelión Taiping (1850-64). Su capital fue Tianjing (chino: 天京; Wade-Giles: Tienching; literalmente: 'Capital Celestial'), actualmente Nankín.
Fue gobernado por un profesor de la etnia hakka llamado Hong Xiuquan, que a partir de sus conocimientos del shenismo, confucianismo, budismo y cristianismo, desarrolló una religión propia llamada Bài Shàngdì Huì, proclamándose rey del nuevo Estado y como el nuevo Mesías (enviado del emperador celestial, Shangdi) que iba a hacer cumplir el Mandato del Cielo en China.

## Política y gobierno
La mayor autoridad del reino era el Rey Celestial, cargo que ostentó Hong Xiuquan desde 1851, no obstante el territorio fue repartido entre varios gobernantes que recibieron los títulos de reyes o príncipes, todos ellos miembros cercanos o familiares del Rey Celestial. Los primeros miembros fueron cinco reyes asignados de la siguiente manera:
- Rey del Sur (南王): Asignado a Feng Yunshan (馮雲山); amigo íntimo de Xiuquan y miembro fundador de Los Adoradores de Dios. En mayo de 1852, cuando marchaba a la ciudad de Quanzhou, en la provincia de Fujian, un francotirador imperial Qing lo hirió y murió al mes siguiente.
- Rey del Este (東王): Asignado a Yang Xiuqing (楊秀清); antiguo vendedor de leña, se convirtió a Los Adoradores en 1848 después de tener visiones divinas, clamaba curar milagrosamente a los creyentes. Después del levantamiento de Jiantin fue convertido en comandante en jefe del ejército. La conquista de Nankín en 1853 y el retiro de Xiuquan hicieron nombrarlo primer ministro del Reino Celestial, y en uno de los miembros más poderosos de la rebelión. No obstante tuvo conflictos serios con Hong con respecto a las políticas religiosas contra el confucianismo y la iconoclastia, y fue asesinado por seguidores de Hong en septiembre de 1856, iniciando una purga contra los seguidores de Yang y debilitando la rebelión.
- Rey del Oeste (西王): Asignado a Xiao Chaogu (蕭朝貴); hermano de armas de Xiuquan, murió en el sitio de Changsha en 1852.
- Rey del Norte (北王): Asignado a Wei Changhui (韋昌輝); se convirtió a Los Adoradores, su familia dio albergue al grupo en la ciudad de Jiantin, aprovechó el asesinato del Rey del Este para apoderarse de sus territorios, no obstante también fue asesinado por seguidores del Rey Yi en 1856.
- Rey Yi (翼王): Asignado a Shi Dakai (石達開); uno de los líderes más capaces del reino, estaba opuesto con la pelea continua contra los seguidores de Xiuquan. Levantó un ejército de 100.000 hombres fuera de la capital del reino en 1857 y luchó vanamente por seis años en el centro de China contra el ejército imperial Qing, que lo superaba en número; finalmente en 1863 fue capturado por los Qing y ejecutado junto con su ejército.

Con la repentina muerte de los reyes, los nuevos líderes que los reemplazarían serían llamados "Príncipes":
- Príncipe Zhong (忠王): Asignado a Li Xiucheng (李秀成); fue un lealista al reino, general del ejército y tuvo varias victorias antes de ser nombrado Príncipe. Fue ejecutado en 1864 después de ser interrogado por el general del Imperio Qing Zeng Guofan.
- Príncipe Ying (英王): Asignado a Chen Yucheng (陳玉成); también fue general del ejército y demostró buenas habilidades tácticas en sofocar la disputa de los Reyes Taiping en 1856. También tuvo operaciones exitosas contra la ciudad de Nankín entre 1856 y 1858, que lo hicieron ganar el título de Príncipe en 1859. Con la ayuda de Li Xiucheng organizó un segundo sitio contra Nankín en 1860, y organizó una avanzada hacia el norte en 1861, pero la debilidad del ejército los forzó a retirarse. Después de dicha derrota fue traicionado y ejecutado por las fuerzas imperiales Qing en mayo de 1862.
- Príncipe Gan (干王): Asignado a Hong Rengan (洪仁玕); primo de Xiuquan, acaparó bastante poder dentro del reino y era considerado como primer ministro del Reino. Cuando Xiuquan estableció Nankín como capital del reino, nombró a Rengan para que lo asistiera en su gobierno, ya que existía una disputa interna dentro del reino entre seguidores religiosos y generales del ejército, que había causado la muerte de 20.000 personas. Su poder sólo era superado por Xiuquan y su grado de educación era más elevado que el resto de los líderes, ya que no se había adherido a la causa al inicio de la rebelión, había logrado contactos con las potencias occidentales y propugnaba por una centralización y occidentalización del reino. Estas ideas lo han hecho considerar como el primer nacionalista chino y son mencionados en escritos del Kuomintang y del Partido Comunista de China. No obstante estas reformas no fueron implementadas y no poseía un poder militar como el del Príncipe Zhong. En una misión que pretendía retomar el área del curso alto del río Yangtsé, se negó a seguir las órdenes de su primo y se retiró a Nankín. Esto fue aprovechado por las fuerzas Qing para ejercer un sitio sobre la ciudad y provocar el colapso de la rebelión y la muerte de Xiuquan en 1864. Rengan y otros líderes de la rebelión huyeron de Nankín y sirvió como regente de Hong Tianguifu, hijo de Xiuquan y nuevo Rey Celestial. No obstante en el mismo año fueron capturados y sentenciados a muerte; Rengan fue el único príncipe que mantenía su lealtad a la rebelión y no se retractó.
- Príncipe Fu (福王): Asignado a Hong Renda (洪仁達); segundo hermano mayor de Xiuquan, ejecutado en 1864 por el Imperio Qing.
- Príncipe An (安王): Asignado a Hong Renfa (洪仁發); hermano mayor de Xiuquan.
- Príncipe Yong (勇王): Asignado a Hong Rengui (洪仁貴).
- Príncipe Fu (福王): Asignado a Hong Renfu (洪仁富).
- Tian Gui o Tien Kuei (田貴): Ejecutado en 1864.

En los territorios controlados, el Reino Celestial estableció un régimen teocrático y altamente militarizado. Se hicieron cambios radicales en la forma de vivir de las personas de la región:
1. La base de estudio para las examinaciones imperiales para los oficiales cambiaría de los preceptos confucianistas a los shenistas.
2. La propiedad privada sería abolida y todo terreno era propiedad y distribuido por el reino.
3. Se estableció un calendario solar que reemplazó al calendario lunar clásico.
4. No existiría una sociedad por clases y los sexos fueron declarados iguales. Fue el primer régimen chino en admitir a las mujeres para el examen imperial.
5. Se promovió la monogamia y se prohibió la poligamia y el concubinato.
6. Se prohibió el vendado de pies, que era una costumbre muy difundida en China.
7. Se prohibió además el consumo de opio, los juegos de azar, el tabaco, el alcohol, la esclavitud y la prostitución.

La aplicación real de estas leyes no se llevó a cabo, a pesar de las medidas brutales para imponerlas, ya que el gobierno se centró de manera total en la administración y la manutención del ejército, dejando la administración civil en condiciones precarias. A duras penas estas leyes fueron establecidas en las ciudades más pobladas, pero en las zonas rurales no había control. A pesar de que la poligamia estaba prohibida, Hong Xiuquan tenía 88 concubinas. Igual ocurrió con los oficiales de mayor rango que mantenían concubinas y vivían como reyes de facto.

#### Ley agraria
Promulgaron una ley agraria muy radical que decía:

«Toda tierra bajo el Cielo será cultivada en común por el pueblo bajo el Cielo... La tierra será cultivada por todos, el arroz comido por todos, los vestidos llevados por todos, el dinero gastado por todos. No habrá más desigualdades y nadie estará sin alimento ni combustible.»

En aplicación de la ley, «las cosechas debían ser almacenadas en graneros comunitarios ("graneros celestes")» y, por otro lado, «la producción artesanal estaba asegurada por batallones "celestes" de artesanos del Estado».

## Religión
La religión Taiping se basaba en la idea de que Hong Xiuquan había recibido una visión mesiánica que le había desvelado su origen divino y la misión de restaurar el Mandato del Cielo.
No obstante, Hong desarrolló una interpretación literaria de la Biblia y la moldeó a su forma. Rechazaba la doctrina de la Trinidad y designaba que el Padre, Shangdi, era el Dios verdadero. Jesucristo era el primer Hijo del Padre, mientras que el propio Hong Xiuquan era el segundo Hijo del Padre. El Espíritu Santo para Hong Xiuquan, no era más que un "Santo Viento" (se cree que esto se debió a la pobre traducción al chino de los misioneros cristianos); de hecho, Yang Xiuqing asumió el título de "Santo Viento Consolador".
Sobre la base de sus lecturas y revelaciones personales, Xiuquan añadió un tercer grupo de libros (en adición al Antiguo Testamento y Nuevo Testamento) en la pseudo-Biblia del régimen Taiping.

## El Ejército del Amor
La principal fortaleza de la rebelión era el ejército, que se caracterizaba por un alto nivel de disciplina y fanatismo. Los miembros del ejército vestían un uniforme de chaqueta roja y pantalón azul y tenían un cabello largo — en el idioma chino eran conocidos como Chángmáo (長毛, literalmente "cabello largo"). Este ejército se distinguía además por la gran cantidad de mujeres sirviendo al ejército, algo que no era nada común en los ejércitos del siglo XIX.
El combate que realizaban era extremadamente brutal y sangriento, con poca artillería pero con grandes fuerzas equipadas con armas pequeñas. En 1856, los miembros del ejército llegaban al millón. La estrategia de conquista se basaba en la toma de las grandes ciudades, consolidación del control de las ciudades y luego marchaban a las afueras para combatir con las fuerzas imperiales. No existen cifras oficiales acerca de la cantidad exacta de las fuerzas en su clímax, pero se supone que oscilaba entre 2,5 y 3 millones de soldados en 1860.
Existía una organización descrita del siguiente modo:
- 1 general
- 5 coroneles
- 25 capitanes
- 125 tenientes
- 500 sargentos
- 2.500 cabos
- 10.000 rasos

Estos miembros fueron puestos en ejércitos de varios tamaños. En adición con las fuerzas principales organizadoras mencionadas anteriormente, existían decenas de miles (posiblemente cientos de miles) de grupos pro-rebeldes que combatían dentro del ejército o como irregulares.